# Berengarie Navarrská
Berengarie Navarrská (francouzsky Bérangère de Navarre, katalánsky Berenguera de Navarra ; 1165? – 23. prosince 1230 Le Mans) byla anglická královna, manželka Richarda Lví srdce, po jehož boku se zúčastnila třetí křížové výpravy.

## Manželství s Richardem

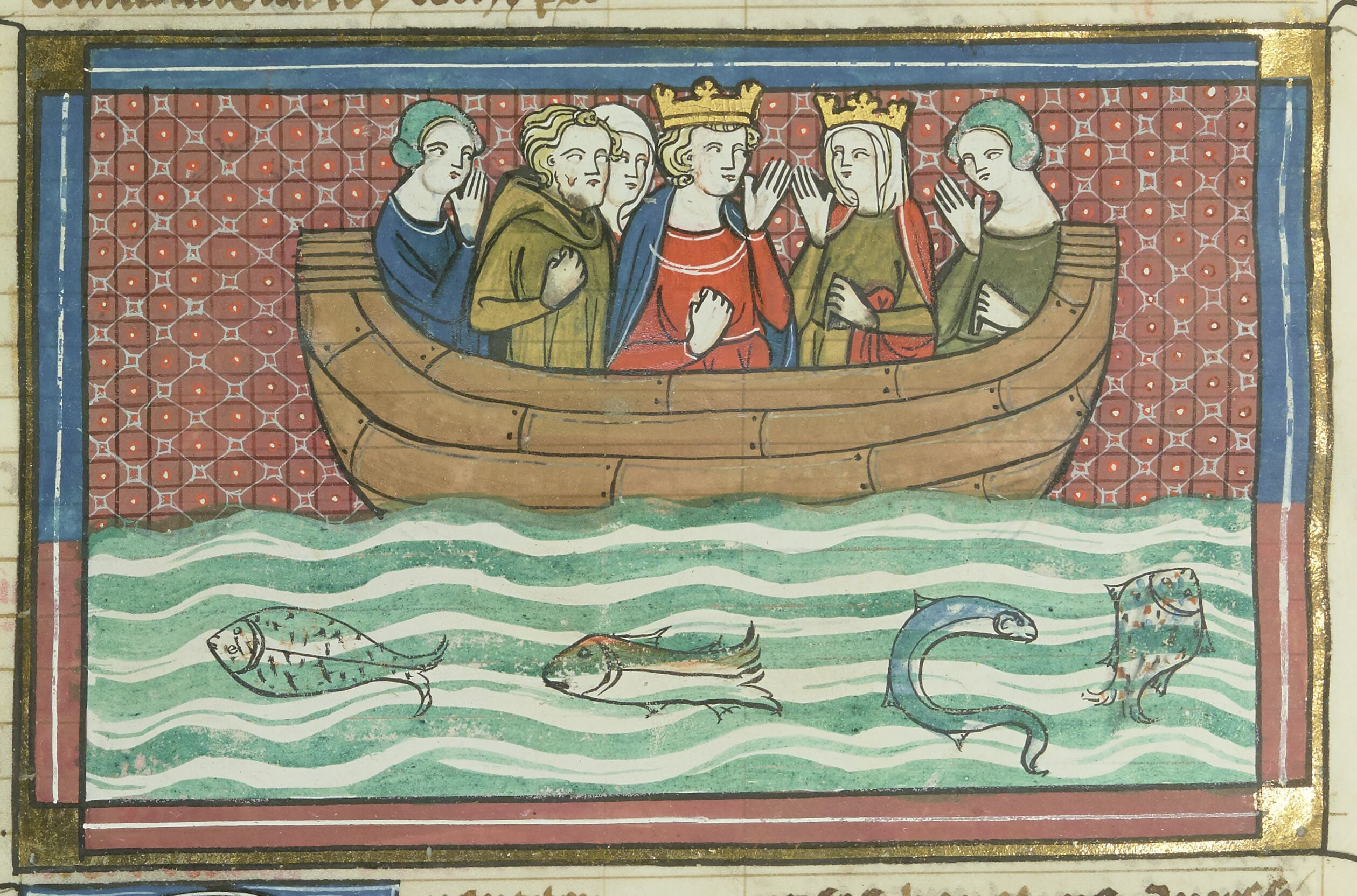
Richard Lví srdce a Berenguela na cestě (středověká iluminace - nikdy spolu na jedné lodi nepluli)

Berengarie se narodila zřejmě v polovině šedesátých let 12. století jako jedno z posledních dětí z manželství navarrského krále Sancha VI. Moudrého a Sanchi, dcery kastilského krále Alfonse VII. Podnět k manželskému svazku s Richardem Lví srdce dala Richardova energická matka Eleonora, která nechtěla dopustit spříznění s Kapetovci. Sňatku předcházelo nevěstino únavné putování za budoucím chotěm z jižní Francie přes Alpy a Lombardii do Pisy. Odtud se plavily obě dámy na Sicílii, kde v Reggiu di Calabria 30. března 1191 došlo k setkání.
Richard Lví srdce totiž stejně jako francouzský král Filip vyslyšel volání křesťanstva na záchranu Jeruzaléma a vydal se na křížovou výpravu. Bylo mu dvaatřicet let a dle současníků byl světlovlasý, prchlivý a přes svůj pokročilý věk dosud nebyl ženatý. Dodnes se zpochybňuje jeho sexuální orientace. Slovy Richardova současníka:
| „ | Richardovy zájmy nesměřovaly k manželství... | “ |

Královna matka zanechala Berengarii v Mesině a vrátila se zpět do Anglie. Svatba byla prozatím pro právě probíhající postní dobu odložena a navarrská princezna se přidala ke křížové výpravě. Dle kronikáře Richarda z Devizes byla při odjezdu z Messiny zřejmě stále pannou. Společně se svou budoucí švagrovou Johanou, vdovou po sicilském králi Vilémovi se během plavby prozíravě vyhnula hrozícímu zajetí u kyperského města Amathos. 12. května 1191 se provdala v Limassolu za Richarda a vzápětí byla korunována anglickou královnou.
Na počátku června 1191 vyplula výprava z Kypru směrem ke Svaté zemi. Berengarie trávila většinu výpravy po boku švagrové Johany. Levantu obě ženy opustily společně s Damselou, dcerou svrženého kyperského císaře Izáka Komnena 29. září 1192, kdy vypluly směrem k Evropě. Poklidná plavba byla zakončena v Brindisi a pak se vydaly směrem k Římu, kde také zůstaly. Richard takové štěstí neměl, cestu mu zkomplikovala bouře a tak se vydal přes Korfu, Dubrovník a Rakousko, které se mu stalo osudným. Ve vsi Erdberg (dnešní součást Vídně) byl i přes svůj převlek rozpoznán a zajat. V zajetí strávil více než rok.
Manželé se setkali po mnoha peripetiích až 4. dubna 1195 pravděpodobně v Le Mans a usadili se v Thorée.

## Královna vdova
Richard zemřel 6. dubna 1199 za války s místohrabětem z Limoges na následky zranění kuší při obléhání hradu Châlus. Ke zranění došlo 26. března, po lékařském zákroku, kdy se chirurg snažil šíp z páteře vyjmout, začala Richarda sužovat horečka a infekce zkázu dokonala. Stačil včas vyrozumět svou matku, která dlela v klášteře Fontevrault a zemřel jí v náručí. Richardovo srdce bylo pohřbeno v katedrále Nanebevzetí Panny Marie v Rouenu, tělo v opatském kostele ve Fontevraultu a vnitřnosti na hradě Chalus. Manželství zůstalo bezdětné.
Jako vdova žila Berengarie v Chinonu a pak v Le Mans, kde dodnes stojí dům, kde údajně královna vdova přebývala. Zemřela roku 1230 ve věku snad i sedmdesáti let a je pohřbena v cisterciáckém klášteře Epau, který založila roku 1229 a trávila v něm podzim života.